# Carsten Ravn
Johan Nicolai Carsten Ravn (9. september 1859 i København – 5. marts 1914 sammesteds) var en dansk vittighedstegner og plakatkunstner.
Omkring 1890'erne var Ravn blandt den gruppe kunstnere, som først promoverede de tidlige litograferede plakater i Danmark. De tidligste plakater fra hans hånd stammer imidlertid fra 1880'erne, da han tegnede plakater for teater, varieté og forlystelser ved blandt andet Casino og Tivoli. Hans produktion var omfattende, men størstedelen af plakaterne blev lavet i udlandet. Ravn tilbragte nemlig 1 år i London, 1899-1900, og derefter 13 år i Paris.
Samarbejdet med Tivoli i København fortsatte også under opholdet i Paris, men i disse plakater kan der spores en indflydelse fra den samtidige franske plakatproduktion, ligesom som også interessen for fransk Art Nouveau gør sig gældende.
Gennem vittighedsbladet Blæksprutten viste Carsten Ravn desuden sin sans for satire og humor. Mere end nogen anden af samtidens plakattegnere skildrede han samtidens kvindetyper, både med blik for de unge, emanciperede cykelpiger og de elegante københavnerinder.
Han er begravet på Bispebjerg Kirkegård.